# Англійське право
Англійське право — право Англії й Уельсу, - історично сформувалося окремо від "континентального" права решти провідних європейських країн. Англійське право прийнято іменувати "Загальним правом" (Common Law), і ці терміни часто вживаються як взаємозамінні, або взаємодоповнюючі. Тривалий час англійська правова юрисдикція поширювалася на численні колонії Сполученого Королівства практично у всьому світові - в Америці, Австралії, Азії, Африці. "Власне" загальне право чи певний "мікс" загального права та інших правових традицій, натепер, мають Сполучені Штати Америки, Канада, Індія, Південна Африка, Австралія та багато інших країн.

## Судовий прецедент
Основою англійського права є судовий прецедент, — правова норма створюється суддею під час розгляду конкретної судової справи. Приймаючи рішення суддя обовʼязково повинен дослідити існуючі прецеденти у подібних відносинах та застосувати, якщо такі є. В іншому випадку суддя створює новий прецедент, який в подальшому стає обовʼязковим для застосування підлеглими чи рівноцінними судами, та може бути підтриманий вищими. Саме цим, насамперед, загальне право відрізняється від права континентального, в якому правову норму прийнято втілювати в формі закону — тобто у вигляді нормативно-правового акту вищого органу законодавчої влади, який, зазвичай, з моменту прийняття створює чи змінює правовий порядок. Акти англійського парламенту ("статутне право") також є джерелом права, - окремі з них є визначальними для всієї правової системи - т.з. "конституційні акти". Проте обсяг статутного права, відносно до обсягу права прецедентного, є незначним, та скоріш є певним до нього доповненням.

## Вплив Римського права
Римське право мало набагато менший вплив на англійське право, ніж, наприклад, на право Німеччини або Франції. На відміну від цих держав, цивільні кодекси яких прийнято вважати взірцями "континентального" права (а тому "цивільного") Англія не пішла шляхом створення фундаментальних кодифікацій права, - не наслідувала приклади Римського права із його змістовно розгалуженою системою правових норм, зокрема пандектів. Тим не менш, багато запозичень з римського права можна віднайти і в праві англійському, зокрема у вигляді правових максим, які використовують англійські судді, створюючи прецеденти.

## Загальне право та право справедливості
Ще однією особливістю англійського права є фактично існування двох окремих систем судових прецедентів в межах правової системи:
(1) загального права (яке й дало назву англійському праву в цілому) та
(2) права справедливості,
- кожне з яких має окремі правові концепції, сфери регулювання та інструменти, чим забезпечують, зокрема, можливості застосування альтернативних засобів захисту позиції в суді.
Право справедливості історично формувалось як прецеденти, створювані Судом Лорда-канцлера, на відміну від права загального - прецедентів, створюваних Судами загальних позовів (Courts of Common pleas). З огляду на відомі історичні події, які супроводжували становлення Великої Британії як держави, королівська влада була значно обмежена на користь двопалатного парламенту, верхня палата якого - Палата Лордів багато століть, аж до 2009 року, була вищим судовим органом держави, який розглядав судові справи як найвища інстанція. Роль Лорда-канцлера, як "зберігача королівської совісті", була (та залишається) дуже високою, - і там, де загальні чи королівські суди відмовляли в ухваленні справедливого рішення, можливим, за певних обставин, було звернення за захистом до суду Лорда-канцлера. Після проведення низки судових реформ в 19 сторіччі Суд Лорда-канцлера, як окремий судовий орган, перестав існувати, проте право справедливості залишається незмінним, за характером свого впливу, дотепер, та застосовується судами разом із правом загальним.

## Англійське право та торгівля
Протягом багатьох століть англійське право широко застосовується для регулювання торгових відносин, оскільки вважається дуже гнучким та ефективним. Багато правових принципів, які використовуються в міжнародній торгівлі чи знайшли відображення у вигляді законодавчих актів країн "цивільного" права, беруть свій початок у судових рішеннях, винесених англійськими суддями. Англійське контрактне право дотепер цінується своєю якістю та особливим характером застосування, а арбітражні суди Англії є найбільш витонченими інструментами забезпечення справедливого розгляду комерційних спорів.

## Класифікація
Англійське право прийнято поділяти на окремі "підрозділи". Перша з найпоширеніших класифікацій була запропонована видатним англійським юристом Вільямом Блекстоном у 18 сторіччі, головна праця якого "Коментарі до англійських законів", складалися з чотирьох книг: "Права осіб" ("Of the rights of persons"), "Права речей" ("Of the rights of things"), "Приватних правопорушень" ("Of private wrongs") та "Публічних правопорушень" ("Of public wrongs"). Такий розподіл став фундаментальним для англійського права в цілому, і в межах його, натепер, створюються та розвиваються більш сучасні правові розділи - Майнове право (Property Law), Контрактне право (Contract Law), Спадкове право (Inheritance Law), Сімейне право (Family Law), Кримінальне та Деліктне право (Criminal Law, Tort Law), Процесуальне право (Procedure Law), та інші. При цьому, варто відзначити, що такий розподіл не має того значення, яке він має в праві континентальному, оскільки основою англійської правової системи є не галузеве законодавство - прийняті за галузевим розподілом кодекси або окремі закони, а судові прецеденти.

## Зовнішні ресурси
Англійське контрактне право (мова - укр.), статті на сайті www.lawanalytics.top [Архівовано 31 березня 2022 у Wayback Machine.]